# Troc.com
Troc.com is een winkelketen van Franse origine die zich toelegt op de verkoop van tweedehandsartikelen. De verkoop concentreert zich op meubels, decoratie, elektrische apparaten, doe-het-zelf, vrije tijd, baby-artikelen, beeld en geluid, multimedia en cultuur (dvd en cd, speelgoed, muziekinstrumenten).
Iedereen die tweedehandsartikelen wil verkopen kan die aanbieden in een winkel. Er wordt een verkoopprijs overeengekomen en de artikelen worden te koop gezet in de winkel en op de internetsite. De keten beweert dat 75% van de artikelen binnen de maand wordt verkocht. Na verkoop ontvangt de aanbieder de verkoopprijs verminderd met een commissie.

## Geschiedenis
De maatschappelijke zetel van het bedrijf bevindt zich in de Franse stad Les Angles (departement Gard). De eerste winkel opende in 1982 in Avignon. In 2013 bedroeg de omzet circa 130 miljoen euro. Sinds oktober 2011 is het bedrijf eigendom van het Luxemburgse bedrijf Saphir Capital Partners.
La Trocante is een zusterbedrijf met 24 winkels in Frankrijk en 1 in België (Namen).

## Winkels
Troc.com telt momenteel 132 winkels waarvan 30 in België (5 in het Brussels Hoofdstedelijk Gewest, 9 in Vlaanderen en 16 in Wallonië), 88 in Frankrijk, 2 in het Luxemburg, 1 in Zwitserland, 7 in Spanje en 4 in Duitsland.
De winkels worden uitgebaat door franchisenemers die een contract krijgen aangeboden van negen jaar. In 2013 werden in België twee winkels geopend en in 2014 nog een. In 2013 bedroeg de omzet in België 26,5 miljoen euro en in 2014 27 miljoen euro.